# Karlos Linazasoro
Karlos Linazasoro Izagirre (Tolosa, Guipúzcoa, 4 de noviembre de 1962) es un escritor guipuzcoano que escribe en euskara. Licenciado en filología por la Universidad de Deusto, es bibliotecario de la Biblioteca Municipal de su localidad natal de Tolosa, donde ha escrito algunos de sus libros.

## Obra
Su obra abarca poesía, narrativa corta, cuentos infantiles, teatro y artículos de opinión. Semanalmente publica una columna en El Diario Vasco.
Comenzó su andadura literaria en 1991, en tres géneros diferentes, en poesía con Udazkeneko karabana erratua, en narrativa con Eldarnioak, y en literatura infantil con Besterik gabe. Desde entonces ha publicado una larga relación de libros entre los que destacan: 
- Bota gorriak (2000, Anaya-Haritza)
- Ez balego beste mundurik (2000, Alberdania)
- Ipuin errotikoak (2001, Alberdania)
- Entzungailua (2002, Elkar)
- Franti (2002, Edebé)
- Lau ipuin Matteomigliar (2005, Elkar)
- Bestiarioa, Hilerrikoiak (2006, Elkar)
- Etzi (2007, Elkar)
- Zein beste mundukoa (2008, Elkar)
- Urperatze handia (2009, Elkar)
- Hamazazpikotan (2010, Elkar)
- Udalbatza bahituaren kasu pollita (2011, Elkar)
- Bertan goxo (2012, Elkar)
- Versus (2013, Elkar)
- Tripoli doktorea (2013, Elkar)
- Alferrik ez balitz (2014, Elkar)
- Literatura hiztegi tekniko laburra (2015, Elkar)
- Zerua beti beherago dago (2016, Utriusque Vasconiae)

Su estilo es muy variado, recurriendo a menudo al humor y el absurdo, también tiene textos reflexivos sobre la vida y la muerte.
En 2005 publicó su primera antología de narrativa en castellano titulada Depósito ilegal, una selección de Ipuin errotikoak y Ez balego beste mundurik, traducida por Gerardo Markuleta y publicada por la editorial Alberdania. Años más tarde publicó una antología poética también en castellano titulada Llueve siempre y no es en vano, una selección de poemas y traducciones publicadas por la editorial catalana Oblicuas y que reúne poemas de tres libros publicados con anterioridad Las manos de la lluvia, Temporales y Hoy es ahora para siempre..
Otros libros publicados en castellano son: Franti (2003), Ménsula que el cielo sostiene (2005) Lo que no está escrito: apuntes (2006-2008) (2010), Nunca mejor dicho (2015), Nada más necesito (2017), premio poesía Xabier Lete (2012) y Apenas (Hiperión, 2021)

## Premios
Consiguió el Premio Euskadi de Literatura en 2001 en la modalidad de literatura infantil y juvenil con el libro Bota gorriak (2000)  que posteriormente fue traducido a diferentes idiomas: Las botas rojas (2001) en castellano; As botas vermellas, en gallego; Les botes roges (2000) en catalán. 

## Antologías
Fue seleccionado entre los ocho poetas en lengua vasca recogidos en Las aguas tranquilas (Renacimiento, 2018). Seis de los poemas incluidos en esta antología fueron traducidos al español por el antólogo de libro, Aitor Francos.